# Nierówność Lévy’ego
Nierówność Lévy’ego jest jedną z nierówności maksymalnych.
Służy do szacowania prawdopodobieństwa, że {\displaystyle \max _{1\leqslant k\leqslant n}|S_{k}|} jest większe lub równe od pewnej ustalonej liczby rzeczywistej (gdzie {\displaystyle S_{k}} to suma niezależnych symetrycznych zmiennych losowych) przez prawdopodobieństwo, że ostatnia z tych sum – {\displaystyle S_{n}} jest większa lub równa niż ta sama liczba rzeczywista (z dokładnością do stałej).

## Twierdzenie
Niech {\displaystyle X_{i}} będą niezależnymi symetrycznymi zmiennymi losowymi.
Niech {\displaystyle S_{k}=\sum \limits _{i=1}^{k}X_{i}.}
Wówczas dla {\displaystyle s>0} zachodzi
{\displaystyle P(\max _{1\leqslant k\leqslant n}|S_{k}|\geqslant s)\leqslant 2P(|S_{n}|\geqslant s)}

## Dowód
Oznaczmy {\displaystyle A_{k}=\{|S_{1}|<s,|S_{2}|<s,\dots ,|S_{k-1}|<s,|S_{k}|\geqslant s\}.}
Zauważmy, że {\displaystyle A_{k}\subset (A_{k}\cap \{|S_{k}+(S_{n}-S_{k})|\geqslant s\})\cup (A_{k}\cap \{|S_{k}-(S_{n}-S_{k})|\geqslant s\}).}
Ponieważ zmienne {\displaystyle X_{k}} są symetryczne, więc łączny rozkład
{\displaystyle (S_{1},S_{2},\dots ,S_{k},(S_{n}-S_{k}))} jest identyczny jak łączny rozkład
{\displaystyle (S_{1},S_{2},\dots ,S_{k},-(S_{n}-S_{k})).}
Zatem {\displaystyle P(A_{k})\leqslant 2P(A_{k}\cap \{|S_{n}|>s\}).}
Otrzymujemy więc tezę:
{\displaystyle P(\max _{1\leqslant k\leqslant n}|S_{k}|\geqslant s)=\sum _{k=1}^{n}P(A_{k})\leqslant 2\sum _{k=1}^{n}P(A_{k}\cap \{|S_{n}|>s\})\leqslant 2P(|S_{n}|\geqslant s)}